# Symfonie nr. 1 (Hanson)
Howard Hanson componeerde zijn Symfonie nr. 1 in e mineur opus 21 "Nordic" in 1922.
Hanson componeerde deze symfonie als een hommage aan zijn Zweedse voorouders en componist Jean Sibelius. Dat laatste gevoel wordt versterkt doordat deze symfonie in dezelfde toonsoort in geschreven als de 1e symfonie van de Fin. Hanson heeft meerdere keren toegegeven dat die componist hem toch het meest beïnvloed heeft, naast Johann Sebastian Bach, Giovanni Palestrina en Ottorino Respighi (zijn leraar). De symfonie is in Rome geschreven voor groot orkest.

## Compositie
De symfonie bevat drie delen, maar heeft wel een vierdelige tempo-indeling, zoals gebruikelijk bij romantische symfonieën:
1. Andante solenne; Allegro con forza;
2. Andante teneramente, con semplicita;
3. Allegro con fuoco.

De première van de symfonie werd gegeven onder leiding van Hanson zelf, in Rome in mei 1923.

## Bron en discografie
- Uitgave Delos International 3073: Seattle Symphony o.l.v. Gerard Schwarz
- Uitgave Naxos: Nashville Symphony Orchestra o.l.v. Kenneth Schermerhorn.